# GW近似
GW近似用于计算多体系统中的自能。利用Green函数G与含屏蔽的相互作用W对体系自能做展开：
{\displaystyle \Sigma =iGW-GWGWG+\cdots }
GW近似就是截取该展开式的首项：
{\displaystyle \Sigma \approx iGW}
或者说，利用W的Taylor级数对自能进行展开，GW近似保存了W的最低阶项。
如果把含屏蔽效应的相互作用W替换为纯Coulomb相互作用可以得到一般的自能展开式，这样就是Hartree-Fock交换势，这在涉及多体问题的教材中多有涉及。所以，不严格的说，GW近似描述了一类含屏蔽作用的Hartree-Fock自能。
在固态系统中，含W的展开式比只含纯Coulomb相互作用的体系展开式收敛要快。这是由于媒质的屏蔽作用削弱了Coulomb相互作用，例如，如果把电子放在介质中，由于介质中其他电子的极化，介质中其他点所感受的作用要比纯电子的Coulomb相互作用要小，所以，W和纯Coulomb相互作用比是一个小量，以W展开的级数收敛应当更快。

## 支持GW近似的计算软件
- ABINIT - 平面波赝势方法
- FHI-aims （页面存档备份，存于） - NAO(numerical atom-centered orbital)方法
- NanoGW （页面存档备份，存于） - 实空间波函数，兰佐斯算法
- Spex -
- SaX - 平面波赝势方法
- WEST （页面存档备份，存于） - 平面波赝势方法，无需对虚轨道求和
- YAMOB - 平面波赝势方法